# Echte Adler
Die Echten Adler (Aquila) sind eine Gattung von Greifvögeln, die zur Familie der Habichtartigen (Accipitridae) gehört. Zu dieser Gattung gehören elf Arten, die in allen Klimazonen verbreitet sind. Nur der holarktisch verbreitete Steinadler kommt auch in Amerika vor.

## Arten
- Klippenadler (A. verreauxii)
- Keilschwanzadler (A. audax)
- Molukkenadler (A. gurneyi)
- Savannenadler (A. rapax)
- Kaiseradler (A. heliaca)
- Iberienadler (A. adalberti)
- Steinadler (A. chrysaetos)
- Steppenadler (A. nipalensis)
- Schwarzachseladler (A. africana)
- Habichtsadler (A. fasciata)
- Akazienadler (A. spilogaster)

Schelladler (C. clanga), Schreiadler (C. pomarina) und Gangesadler (C. hastata), die früher ebenfalls zur Gattung Aquila gehörten, wurden in die Gattung Clanga gestellt. Sie sind näher mit dem afrikanischen Schopfadler (Lophaetus occipitalis) verwandt als mit den Adlern der Gattung Aquila.